# Begonia rossmanniae
Espèce
Synonymes
- Begonia repens Ruiz & Pav. ex A.DC.[1]
- Rossmannia repens Klotzsch[1]

Begonia rossmanniae est une espèce de plantes de la famille des Begoniaceae.
L'espèce fait partie de la section Rossmannia.
Elle a été décrite en 1864 par Alphonse Pyrame de Candolle (1806-1893).

## Répartition géographique
Cette espèce est originaire des pays suivants : Colombie ; Équateur ; Pérou.